# Hermann Rodewald (Politiker)

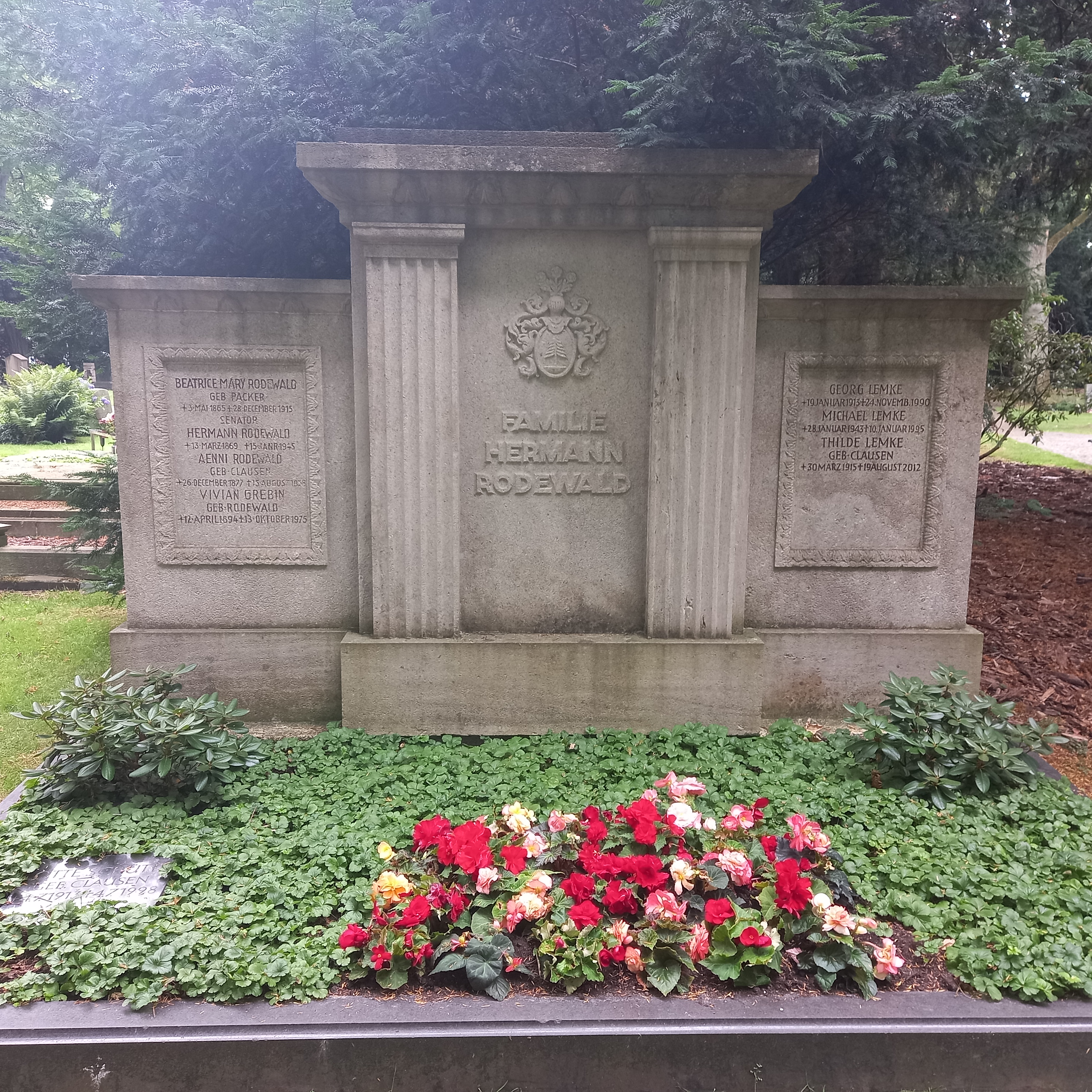
Das Grab von Hermann Rodewald und seiner Ehefrau Aenni geborene Clausen im Familiengrab auf dem Riensberger Friedhof in Bremen

Hermann Emil Otto Rodewald (* 13. März 1869 in Bremen; † 15. Januar 1945 ebenda) war ein deutscher Kaufmann und Senator im Senat der Freien Hansestadt Bremen (DNVP).

## Biografie

### Familie, Ausbildung und Beruf
Rodewald war der Sohn des Kaufmanns Georg Hermann Rodewald (1814–1891) und Marie Christine Verena Gildemeister, verwandt mit Otto Gildemeister, viermaliger Bürgermeister von Bremen. Er war verheiratet mit Beatrice Packer, die aus Bristol stammte und nach deren Tod in zweiter Ehe mit Anna Auguste Clausen. Seine Schwester war die Frauenrechtlerin und Politikerin (DVP) Dr. Verena Rodewald (1866–1937). Die Familie war sehr wohlhabend.
Rodewald wurde wie sein Vater Kaufmann. Er war in der Direktion und seit 1924 im Aufsichtsrat der Norddeutsche Wollkämmerei & Kammgarnspinnerei. 
1924 nahm er zudem das Amt eines Präses (Präsident) der Handelskammer Bremen wahr. Er war in den 1920er Jahren Mitglied im Aufsichtsrat der Deutsch Überseeischen Bank in Berlin. In den 1930er bis 1940er Jahren war er Mitglied im Bremer Beirat der Deutschen Bank.

### Politik
Rodewald wurde 1918/19 Mitglied der  nationalkonservativen Deutschnationalen Volkspartei (DNVP). 
Er war nach dem Ersten Weltkrieg 1919/1920 Mitglied in der verfassunggebenden Bremer Nationalversammlung. Von 1920 bis 1925 war er Senator im Senat unter Bürgermeister Martin Donandt (Parteilos).